# J-Wings
『J-Wings（Jウイング）』は日本の航空雑誌。「行動派のためのミリタリーマガジン」をキャッチフレーズにしている。

## 概要
イカロス出版の発行する、主に軍用機を扱う雑誌である。毎月21日発売。

## 内容
各国の軍用機を特集したり、各地の航空ショー等を写真入りの記事で紹介する。